# Wereldbeker schaatsen 2009/2010 - Wereldbeker 2
De Wereldbeker schaatsen 2009/2010 Wereldbeker 2  was de tweede race van het nieuwe Wereldbeker seizoen. Het werd gehouden in het Thialfstadion in Heerenveen, Nederland van 13 tot en met 15 november 2009.

## Tijdschema
| Datum       | Tijd      | Onderdeel                                                                             |
| ----------- | --------- | ------------------------------------------------------------------------------------- |
| 13 November | 16:00 MET | 1ste 500 m vrouwen 1ste 500 m mannen 1500 m mannen                                    |
| 14 November | 13:45 MET | 2de 500 m vrouwen 2de 500 m mannen 1500 m vrouwen 5000 m mannen                       |
| 15 November | 13:00 MET | 1000 m vrouwen 1000 m mannen Ploegenachtervolging vrouwen Ploegenachtervolging mannen |

## Nederlandse deelnemers
| Afstand | Geslacht | Deelnemers, A- of B-groep | Deelnemers, A- of B-groep | Deelnemers, A- of B-groep | Deelnemers, A- of B-groep | Deelnemers, A- of B-groep | Deelnemers, A- of B-groep | Deelnemers, A- of B-groep | Deelnemers, A- of B-groep | Deelnemers, A- of B-groep | Deelnemers, A- of B-groep |
| ------- | -------- | ------------------------- | ------------------------- | ------------------------- | ------------------------- | ------------------------- | ------------------------- | ------------------------- | ------------------------- | ------------------------- | ------------------------- |
| 1e 500m | Mannen   | Smeekens                  | A                         | M. Mulder                 | B                         | Tuitert                   | B                         | Groothuis                 | A                         | R. Mulder                 | A                         |
| 1e 500m | Vrouwen  | Gerritsen                 | A                         | Boer                      | A                         | Oenema                    | B                         | Timmer                    | A                         | van Riessen               | B                         |
|         |          |                           |                           |                           |                           |                           |                           |                           |                           |                           |                           |
| 2e 500m | Mannen   | Smeekens                  | A                         | M. Mulder                 | B                         | Tuitert                   | B                         | Groothuis                 | A                         | R. Mulder                 | A                         |
| 2e 500m | Vrouwen  | Gerritsen                 | A                         | Boer                      | A                         | Oenema                    | B                         | Timmer                    | A                         | van Riessen               | B                         |
|         |          |                           |                           |                           |                           |                           |                           |                           |                           |                           |                           |
| 1000m   | Mannen   | Groothuis                 | B                         | Elgersma                  | A                         | Tuitert                   | A                         | Kuipers                   | A                         | Bos                       | A                         |
| 1000m   | Vrouwen  | Gerritsen                 | A                         | Bruintjes                 | A                         | Van Riessen               | B                         | Wüst                      | A                         | Boer                      | A                         |
|         |          |                           |                           |                           |                           |                           |                           |                           |                           |                           |                           |
| 1500m   | Mannen   | Ket                       | A                         | Tuitert                   | A                         | R. Olde Heuvel            | A                         | Wennemars                 | B                         | Groothuis                 | A                         |
| 1500m   | Vrouwen  | Gerritsen                 | B                         | Wüst                      | A                         | Valkenburg                | A                         | Boer                      | A                         | Bruintjes                 | B                         |
|         |          |                           |                           |                           |                           |                           |                           |                           |                           |                           |                           |
| 5000m   | Mannen   | Kramer                    | A                         | Verheijen                 | A                         | W. Olde Heuvel            | A                         | De Jong                   | A                         | Verweij                   | A                         |
| 3000m   | Vrouwen  | Groenewold                | A                         | Wüst                      | A                         | Valkenburg                | B                         | Kleinsman                 | A                         | van der Weijden           | B                         |

De beste Nederlander per afstand is dik gedrukt

## Podia

### Mannen
| Afstand:             | Goud: | Tijd    | Zilver:                           | Tijd    | Brons:                                         | Tijd    |
| 500 m (vrijdag)      | Keiichiro Nagashima Japan                                                                                           | 34,98   | Tucker Fredricks Verenigde Staten | 35,01   | Ronald Mulder Nederland                        | 35,07   |
| 500 m (zaterdag)     | Joji Kato Japan | 34,98   | Jan Smeekens Nederland            | 35,02   | Lee Kang-Seok Zuid-Korea                       | 35,15   |
| 1000 m               | Shani Davis Verenigde Staten                                                                                        | 1.08,48 | Simon Kuipers Nederland           | 1.09,06 | Mo Tae-Bum Zuid-Korea                          | 1.09,11 |
| 1500 m               | Shani Davis Verenigde Staten                                                                                        | 1.44,48 | Håvard Bøkko Noorwegen            | 1.45,57 | Stefan Groothuis Nederland                     | 1.45,74 |
| 5000 m               | Sven Kramer Nederland                                                                                               | 6.16,29 | Bob de Jong Nederland             | 6.16,38 | Håvard Bøkko Noorwegen                         | 6.17,10 |
| Ploegenachtervolging | Nederland Remco Olde Heuvel Koen Verweij Jan Blokhuijsen Verenigde Staten Shani Davis Chad Hedrick Trevor Marsicano | 3.43,94 |                                   |         | Italië Enrico Fabris Matteo Anesi Luca Stefani | 3.45,62 |

### Vrouwen
| Afstand:             | Goud:                                                       | Tijd       | Zilver:                                             | Tijd    | Brons:                                                             | Tijd    |
| 500 m (vrijdag)      | Jenny Wolf Duitsland                                        | 37,92      | Wang Beixing China                                  | 38,19   | Annette Gerritsen Nederland                                        | 38,23   |
| 500 m (zaterdag)     | Jenny Wolf Duitsland                                        | 37,83      | Wang Beixing China                                  | 38,07   | Annette Gerritsen Nederland                                        | 38,18   |
| 1000 m               | Christine Nesbitt Canada                                    | 1.15,47    | Annette Gerritsen Nederland                         | 1.16,03 | Natasja Bruintjes Nederland                                        | 1.16,08 |
| 1500 m               | Ireen Wüst Nederland                                        | 1.56,69    | Christine Nesbitt Canada                            | 1.56,74 | Kristina Groves Canada                                             | 1.57,05 |
| 3000 m               | Stephanie Beckert Duitsland                                 | 4.05,29    | Martina Sáblíková Tsjechië                          | 4.05,68 | Daniela Anschütz Duitsland                                         | 4.05,73 |
| Ploegenachtervolging | Canada Kristina Groves Christine Nesbitt Brittany Schussler | 3.00,39 BR | Nederland Ireen Wüst Diane Valkenburg Elma de Vries | 3,02.08 | Rusland Jekaterina Abramova Galina Lichatsjova Jekaterina Sjichova | 3,02.39 |